# Philadelphia 76ers

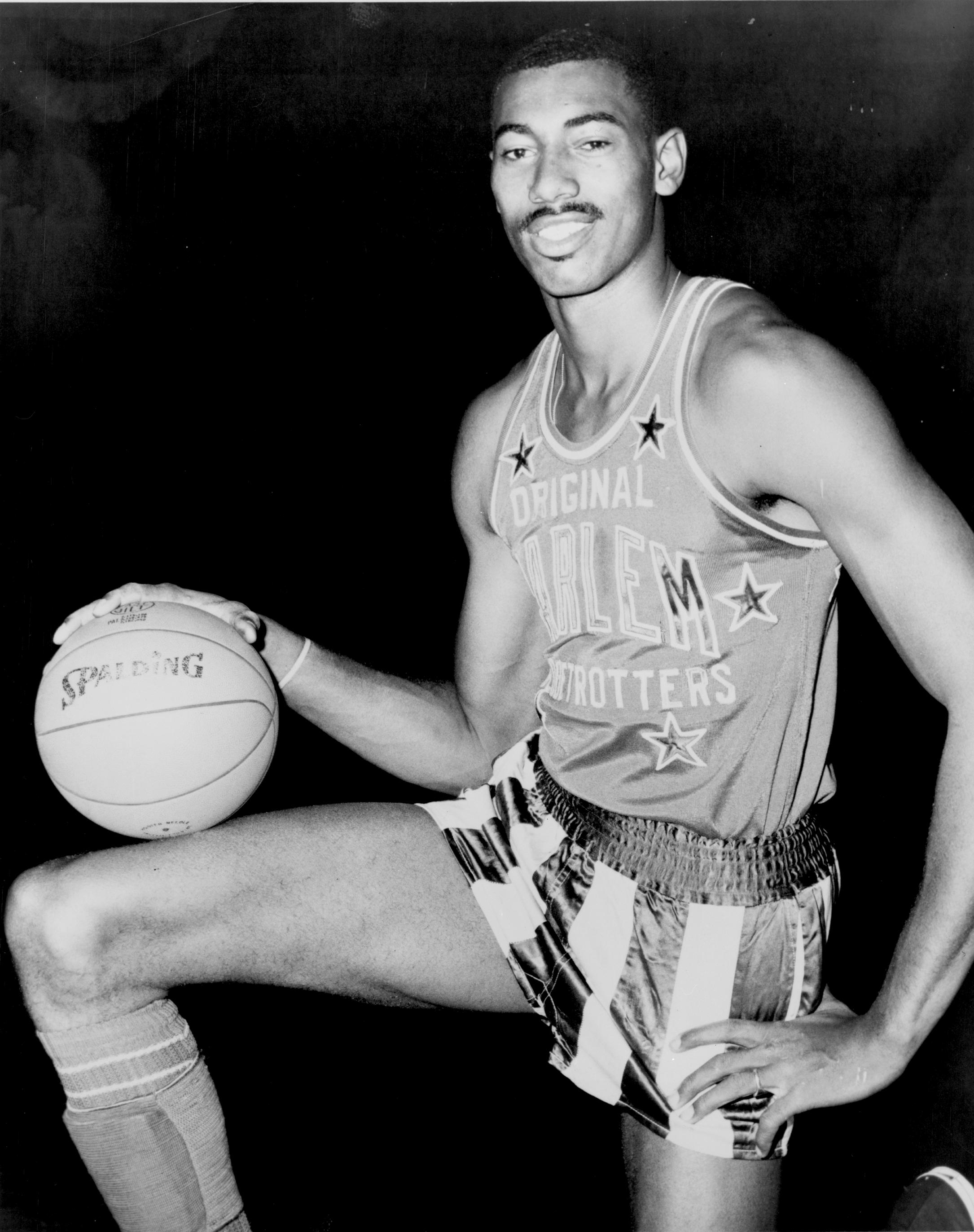
Legendární hráč týmu Wilt Chamberlain

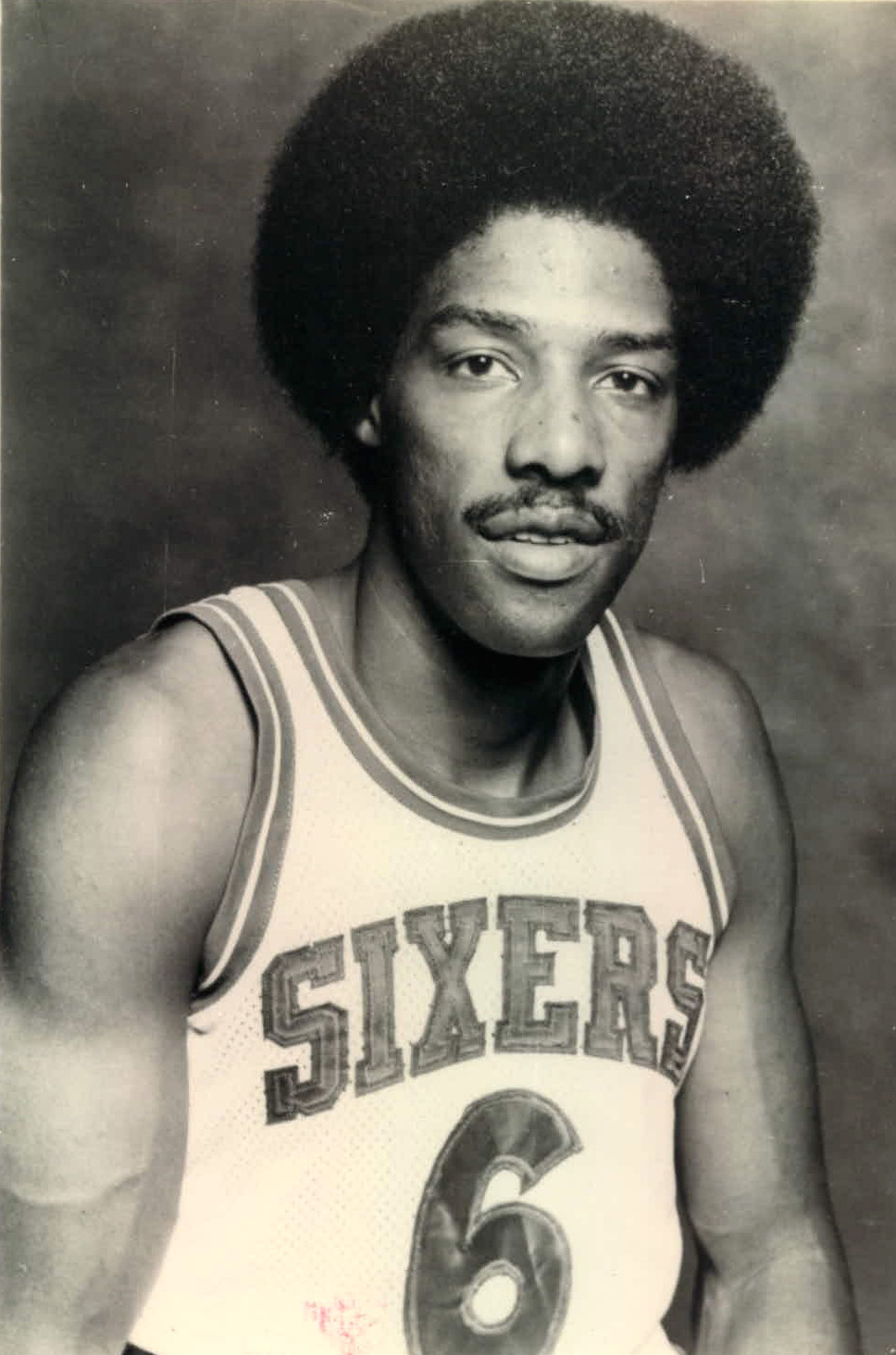
Další hvězda týmu, „Dr. J“ (1976)

Logo týmu Philadelphia 76ers

Philadelphia 76ers (přezdívka Sixers) je basketbalový tým hrající od roku 1949 severoamerickou ligu National Basketball Association (NBA). Patří do Atlantické divize Východní konference NBA.
Byl založen roku 1946 pod jménem Syracuse Nationals, dnešní jméno dostal v roce 1963.
Za svou historii dokázali 76ers celkem devětkrát vyhrát play-off své konference, z toho třikrát následně i finále celé NBA:
- Vítězství v NBA: 1955, 1967, 1983
- Ostatní vítězství v konferenci: 1950, 1954, 1977, 1980, 1982, 2001

Mnoho opravdu legendárních hráčů nosilo dres Sixers, například Wilt Chamberlain, Charles Barkley, Julius Erving nebo Allen Iverson.
Poslední dvě dekády však provází Philadelphii ústup ze slávy. S výjimkou finálové sezóny 2000-01 čekají fanoušci na výraznější úspěch. Na přelomu roku 2006-07 však vedení týmu spustilo dlouho očekávané omlazování kádru, které má Sixers do pár let vrátit zašlou slávu. Mužstvo opustil velký miláček fanoušků – "jen" 180cm vysoký Allen Iverson a tým se teď nachází v přestavbě. Iverson se ale opět vrací v sezóně 2009/2010.

## Statistika týmu v NBA
| Sezóna             | Výhry | Prohry | %    | Účast v play-off                                                | Výsledky v play-off                                                                |
| ------------------ | ----- | ------ | ---- | --------------------------------------------------------------- | ---------------------------------------------------------------------------------- |
| Syracuse Nationals |       |        |      |                                                                 |                                                                                    |
| 1949-50            | 51    | 13     | 79,7 | Divizní semifinále Divizní finále Finále NBA                    | 2:0 Philadelphia Warriors 2:1 New York Knicks 2:4 Minneapolis Lakers               |
| 1950-51            | 32    | 34     | 48,5 | Divizní semifinále Divizní finále                               | 2:0 Philadelphia Warriors 2:3 New York Knicks                                      |
| 1951-52            | 40    | 26     | 60,6 | Divizní semifinále Divizní finále                               | 2:1 Philadelphia Warriors 1:3 New York Knicks                                      |
| 1952-53            | 47    | 24     | 64,8 | Divizní semifinále                                              | 0:2 Boston Celtics                                                                 |
| 1953-54            | 42    | 30     | 58,3 | Nadstavba Nadstavba Divizní finále Finále NBA                   | 2:0 Boston Celtics 2:0 New York Knicks 2:0 Boston Celtics 3:4 Minneapolis Lakers   |
| 1954-55            | 43    | 29     | 59,7 | Divizní semifinále Finále NBA                                   | 3:1 Boston Celtics 4:3 Fort Wayne Pistons                                          |
| 1955-56            | 35    | 37     | 48,6 | Divizní předkolo Divizní semifinále Divizní finále              | 1:0 New York Knicks 2:1 Boston Celtics 2:3 Philadelphia Warriors                   |
| 1956-57            | 38    | 34     | 52,8 | Divizní semifinále Divizní finále                               | 2:0 Philadelphia Warriors 0:3 Boston Celtics                                       |
| 1957-58            | 41    | 31     | 56,9 | Divizní semifinále                                              | 1:2 Philadelphia Warriors                                                          |
| 1958-59            | 35    | 37     | 48,6 | Divizní semifinále Divizní finále                               | 2:0 New York Knicks 3:4 Boston Celtics                                             |
| 1959-60            | 45    | 30     | 60,0 | Divizní semifinále                                              | 1:2 Philadelphia Warriors                                                          |
| 1960-61            | 38    | 41     | 48,1 | Divizní semifinále Divizní finále                               | 3:0 Philadelphia Warriors 1:4 Boston Celtics                                       |
| 1961-62            | 41    | 39     | 51,3 | Divizní semifinále                                              | 2:3 Philadelphia Warriors                                                          |
| 1962-63            | 48    | 32     | 60,0 | Divizní semifinále                                              | 2:3 Cincinnati Royals                                                              |
| Philadelphia 76ers |       |        |      |                                                                 |                                                                                    |
| 1963-64            | 34    | 46     | 42,5 | Divizní semifinále                                              | 2:3 Cincinnati Royals                                                              |
| 1964-65            | 40    | 40     | 50,0 | Divizní semifinále Divizní finále                               | 3:1 Cincinnati Royals 3:4 Boston Celtics                                           |
| 1965-66            | 55    | 25     | 68,8 | Divizní semifinále                                              | 1:4 Boston Celtics                                                                 |
| 1966-67            | 68    | 13     | 84,0 | Divizní semifinále Divizní finále Finále NBA                    | 3:1 Cincinnati Royals 4:1 Boston Celtics 4:2 San Francisco Warriors                |
| 1967-68            | 62    | 20     | 75,6 | Divizní semifinále Divizní finále                               | 4:2 New York Knicks 3:4 Boston Celtics                                             |
| 1968-69            | 55    | 27     | 67,1 | Divizní semifinále                                              | 1:4 Boston Celtics                                                                 |
| 1969-70            | 42    | 40     | 51,2 | Divizní semifinále                                              | 1:4 Milwaukee Bucks                                                                |
| 1970-71            | 47    | 35     | 57,3 | Divizní semifinále                                              | 2:4 Baltimore Bullets                                                              |
| 1971-72            | 30    | 52     | 36,6 |                                                                 |                                                                                    |
| 1972-73            | 9     | 73     | 11,0 |                                                                 |                                                                                    |
| 1973-74            | 25    | 57     | 30,5 |                                                                 |                                                                                    |
| 1974-75            | 34    | 48     | 41,5 |                                                                 |                                                                                    |
| 1975-76            | 46    | 36     | 56,1 | První kolo                                                      | 1:2 Buffalo Braves                                                                 |
| 1976-77            | 50    | 32     | 61,0 | Konferenční semifinále Konferenční finále Finále NBA            | 4:3 Boston Celtics 4:2 Houston Rockets 2:4 Portland Trail Blazers                  |
| 1977-78            | 55    | 27     | 67,1 | Konferenční semifinále Konferenční finále                       | 4:0 New York Knicks 2:4 Washington Wizards                                         |
| 1978-79            | 47    | 35     | 57,3 | První kolo Konferenční semifinále                               | 2:0 New Jersey Nets 3:4 San Antonio Spurs                                          |
| 1979-80            | 59    | 23     | 72,0 | První kolo Konferenční semifinále Konferenční finále Finále NBA | 2:0 Washington Wizards 4:1 Atlanta Hawks 4:1 Boston Celtics 2:4 Los Angeles Lakers |
| 1980-81            | 62    | 20     | 75,6 | První kolo Konferenční semifinále Konferenční finále            | 2:0 Indiana Pacers 4:3 Milwaukee Bucks 3:4 Boston Celtics                          |
| 1981-82            | 58    | 24     | 70,7 | První kolo Konferenční semifinále Konferenční finále Finále NBA | 2:0 Atlanta Hawks 4:2 Milwaukee Bucks 4:3 Boston Celtics 2:4 Los Angeles Lakers    |
| 1982-83            | 65    | 17     | 79,3 | Konferenční semifinále Konferenční finále Finále NBA            | 4:0 New York Knicks 4:1 Milwaukee Bucks 4:0 Los Angeles Lakers                     |
| 1983-84            | 52    | 30     | 63,4 | První kolo                                                      | 2:3 New Jersey Nets                                                                |
| 1984-85            | 58    | 24     | 70,7 | První kolo Konferenční semifinále Konferenční finále            | 3:1 Washington Wizards 4:0 Milwaukee Bucks 1:4 Boston Celtics                      |
| 1985-86            | 54    | 28     | 65,9 | První kolo Konferenční semifinále                               | 3:2 Washington Wizards 3:4 Milwaukee Bucks                                         |
| 1986-87            | 45    | 37     | 54,9 | První kolo                                                      | 2:3 Milwaukee Bucks                                                                |
| 1987-88            | 36    | 46     | 43,9 |                                                                 |                                                                                    |
| 1988-89            | 46    | 36     | 56,1 | První kolo                                                      | 0:3 New York Knicks                                                                |
| 1989-90            | 53    | 29     | 64,6 | První kolo Konferenční semifinále                               | 3:2 Cleveland Cavaliers 1:4 Chicago Bulls                                          |
| 1990-91            | 44    | 38     | 53,7 | První kolo Konferenční semifinále                               | 3:0 Milwaukee Bucks 1:4 Chicago Bulls                                              |
| 1991-92            | 35    | 47     | 42,7 |                                                                 |                                                                                    |
| 1992-93            | 26    | 56     | 31,7 |                                                                 |                                                                                    |
| 1993-94            | 25    | 57     | 30,5 |                                                                 |                                                                                    |
| 1994-95            | 24    | 58     | 29,3 |                                                                 |                                                                                    |
| 1995-96            | 18    | 64     | 22,0 |                                                                 |                                                                                    |
| 1996-97            | 22    | 60     | 26,8 |                                                                 |                                                                                    |
| 1997-98            | 31    | 51     | 37,8 |                                                                 |                                                                                    |
| 1998-99            | 28    | 22     | 56,0 | První kolo Konferenční semifinále                               | 3:1 Orlando Magic 0:4 Indiana Pacers                                               |
| 1999-2000          | 49    | 33     | 59,8 | První kolo Konferenční semifinále                               | 3:1 Charlotte Hornets 2:4 Indiana Pacers                                           |
| 2000-01            | 56    | 26     | 68,3 | První kolo Konferenční semifinále Konferenční finále Finále NBA | 3:1 Indiana Pacers 4:3 Toronto Raptors 4:3 Milwaukee Bucks 1:4 Los Angeles Lakers  |
| 2001-02            | 43    | 39     | 52,4 | První kolo                                                      | 2:3 Boston Celtics                                                                 |
| 2002-03            | 48    | 34     | 58,5 | První kolo Konferenční semifinále                               | 4:2 New Orleans Hornets 2:4 Detroit Pistons                                        |
| 2003-04            | 33    | 49     | 40,2 |                                                                 |                                                                                    |
| 2004-05            | 43    | 39     | 52,4 | První kolo                                                      | 1:4 Detroit Pistons                                                                |
| 2005-06            | 38    | 44     | 46,3 |                                                                 |                                                                                    |
| 2006-07            | 35    | 47     | 42,7 |                                                                 |                                                                                    |
| 2007-08            | 40    | 42     | 48,8 | První kolo                                                      | 2:4 Detroit Pistons                                                                |
| 2008-09            | 41    | 41     | 50,0 | První kolo                                                      | 2:4 Orlando Magic                                                                  |
| 2009-10            | 27    | 55     | 32,9 |                                                                 |                                                                                    |
| 2010-11            | 41    | 41     | 50,0 | První kolo                                                      | 1:4 Miami Heat                                                                     |
| 2011-12            | 35    | 31     | 53,0 | První kolo Konferenční semifinále                               | 4:2 Chicago Bulls 3:4 Boston Celtics                                               |
| 2012-13            | 34    | 48     | 41,5 |                                                                 |                                                                                    |
| 2013-14            | 19    | 63     | 23,3 |                                                                 |                                                                                    |
| 2014-15            | 18    | 64     | 22,0 |                                                                 |                                                                                    |
| 2015-16            | 10    | 72     | 12,2 |                                                                 |                                                                                    |
| Celkem             | 2726  | 2578   | 51,4 |                                                                 |                                                                                    |
| Play-off           | 216   | 201    | 51,7 | 3 vítězství                                                     | 3 vítězství                                                                        |

## Majitelé týmu 76ers
Zakladatel a majitelé a klubu 76ers:
- 1946 – Danny Biasone založil tým Syracuse Nationals – v roce 1946 hráli v lize National Basketball League (NBL), která se v roce 1949 sloučila s Basketball Association of America a vznikla National Basketball Association (NBA)
- květen 1963 – Ike Richman a Irv Kosloff koupili Syracuse Nationals od Dannyho Biasoneho – tým přestěhovali do Philadelphie a změnili název ze Syracuse Nationals na Philadelphia 76ers
- květen 1976 – Fitz Dixon koupil klub 76ers od Irva Kosloffa
- červenec 1981 – Harold Katz koupil 76ers od Fitze Dixona
- 24. duben 1996 – společnost Comcast-Spectacor s Edem Sniderem jako předsedou týmu a Patem Crocem jako prezidentem týmu koupila 76ers od Harolda Katze
- 13. říjen 2011 – klub 76ers koupil Josh Harris[2][3] a David S. Blitzer[4] za 280 milionů dolarů – dalšími členy investiční skupiny byli Art Wrubel, Sacramento Kings Jason Levien, Vail Resorts Adam Aron, Martin J. Geller, David B. Heller, Travis Hennings, James Lassiter, Marc Leder, Michael Rubin, Will Smith, Jada Pinkett Smith, Handy Soetedjo a Erick Thohir[5]